# Philodendron leucanthum
Philodendron leucanthum är en kallaväxtart som beskrevs av Kurt Krause. Philodendron leucanthum ingår i släktet Philodendron och familjen kallaväxter. Inga underarter finns listade.